# Buenavista, Quimixtlán
Buenavista är en ort i Mexiko.   Den ligger i kommunen Quimixtlán och delstaten Puebla, i den sydöstra delen av landet, 220 km öster om huvudstaden Mexico City. Buenavista ligger 2 086 meter över havet och antalet invånare är 1 028.
Terrängen runt Buenavista är kuperad åt sydväst, men åt nordost är den bergig. Runt Buenavista är det tätbefolkat, med 266 invånare per kvadratkilometer. Närmaste större samhälle är Huatusco de Chicuellar, 16,5 km sydost om Buenavista. I omgivningarna runt Buenavista växer i huvudsak blandskog.